# Mycetophila comata
Mycetophila comata är en tvåvingeart som först beskrevs av Laffoon 1957.  Mycetophila comata ingår i släktet Mycetophila och familjen svampmyggor. Inga underarter finns listade i Catalogue of Life.